# 7739 Čech
7739 Čech là một tiểu hành tinh vành đai chính thuộc hệ Mặt Trời. Được phát hiện ngày 14 tháng 2 năm 1982, nó có bán trục lớn 2.3251702 AU, độ lệch tâm quỹ đạo là 0.1266092, và độ nghiêng quỹ đạo 3.39021°. Nó được đặt theo tên nhà toán học Séc Eduard Čech.